# Trogoderma denticorne
Trogoderma denticorne is een keversoort uit de familie spektorren (Dermestidae). De wetenschappelijke naam van de soort werd in 1936 gepubliceerd door Joseph Henri Adelson Normand.